# إبراهيم فؤاد نصار
لواء أركان حرب / إبراهيم فؤاد نصار (8 أكتوبر 1923 - 23 مارس 2018) قائد عسكري وسياسي مصري، تولى رئاسة المخابرات الحربية في الفترة ما بين عامي 1972 حتى 1975، ثم تولى رئاسة المخابرات العامة في الفترة من 1981 إلى 1983. وحصل على ما يزيد على 20 نيشانا. وتوفي في 23 مارس 2018.

## نشأته
حصل على الابتدائية في مركز بني مزار سنة 1934، ثم عاد إلى شبين الكوم مسقط رأسه ليحصل منها على الثانوية العامة من القسم العام سنة 1939 ثم شهادة القسم الخاص أو البكالوريا سنة 1940. التحق بكلية الطب لسنة واحدة ثم انتقل للالتحاق بالكلية الحربية وتخرج فيها سنة 1944 وكان من الخمسة الأوائل. ثم التحق بسلاح الإشارة وبعدها عمل مدرساً بمدرسة الإشارة.

## حياته العسكرية
- تخرج من الكلية الحربية المصرية عام 1944.
- عمل مدرساً في كلية الأركان.
- عمل مديراً للمخابرات الحربية خلال الفترة (1972 - 1975).
- تولى منصب محافظ البحر الأحمر (مارس 1976 - نوفمبر 1976).[4][5]:112
- تولى منصب محافظ سيناء (ديسمبر 1976 - أغسطس 1978).[5][6]:117
- تولى منصب محافظ مطروح (أغسطس 1978 - أغسطس 1981).[5][7]:122
- تولى منصب رئيس المخابرات العامة المصرية (1981 - 1983).

## حياته الشخصية
اللواء نصار متزوج ولديه ولدان وبنت.